# Elisa Montés
Elisa Rosario Ruiz Penella (Granada, 15 de diciembre de 1934-Madrid, 9 de octubre de 2024), conocida como Elisa Montés, fue una actriz española que tomó su apellido artístico de la célebre obra de su abuelo, el compositor Manuel Penella Moreno, El gato montés.
Hija del político Ramón Ruiz Alonso y de Magdalena Penella Silva; bisnieta de Manuel Penella Raga y sobrina de Teresita Silva, sus hermanas fueron las también actrices Emma Penella y Terele Pávez.  Estuvo casada con el actor Antonio Ozores. La hija de ambos, Emma Ozores, también se ha dedicado a la interpretación.

## Biografía
Nació en Granada, en la calle Capuchinas n.º 16. Recibió al nacer los nombres de Elisa Rosario Valeriana Angustias Francisca de la Santísima Trinidad, cuando fue bautizada el Día de los Santos Inocentes de 1934 en la Basílica de Nuestra Señora de las Angustias de Granada.
Desde joven decidió dedicarse al mundo de la interpretación, debutando en la gran pantalla en 1954 con la película Elena, de Jesús Pascual. A lo largo de la década de 1950 trabaja asiduamente en el medio cinematográfico y obtiene notables interpretaciones, destacando su participación en La vida en un bloc, de Luis Lucia, sobre el texto original de Carlos Llopis, Ana dice sí (1959), de Pedro Lazaga, junto a Fernando Fernán Gómez y Analía Gadé y La cuarta ventana (1963), de Julio Coll, junto a sus dos hermanas. Hace también algunas incursiones sobre los escenarios, como su interpretación en Enrique IV (1958), de Luigi Pirandello, dirigida por José Tamayo en el Teatro Español de Madrid.
En la década de 1960 era frecuente encontrarla en coproducciones de aventuras y spaghetti western, con títulos como Combate de gigantes (1966), 7 dólares al rojo (1966), Adiós, Texas (1966), El regreso de los siete magníficos (1967), El proscrito del Río Colorado (1969) o Capitán Apache (1971).
El 24 de mayo de 1960 contrajo matrimonio en la Iglesia de San Agustín (Madrid) con el actor Antonio Ozores. Tuvieron una hija, Emma Ozores, al año siguiente. Se separaron ocho años más tarde. Posteriormente, Emma se quedó viviendo con su padre.
También en esa época comenzó sus colaboraciones para Televisión española, interviniendo en la serie Tragedias de la vida vulgar, protagonizada por su entonces marido y su cuñado José Luis Ozores, o formando parte del reparto del exitoso y surrealista especial de Valerio Lazarov, El Irreal Madrid (1969).
Con posterioridad fueron disminuyendo paulatinamente sus apariciones en cine y televisión, recordándose especialmente su participación en una de las series más emblemáticas de la historia de la TV en España, Verano azul (1981), de Antonio Mercero, en la que interpretó a Carmen, la madre de Bea (Pilar Torres) y Tito (Miguel Joven).
Por el contrario, potenció su carrera teatral, que se remonta a los años 60 (El baile de los ladrones, 1960; La herida del tiempo, 1960; Tengo un millón, 1960; La noche de los cien pájaros, 1972) y actuó, entre otras, en las obras Es mentira (1980) y Las prostitutas os precederán en el reino de los cielos (1984), de José Luis Martín Descalzo, un monólogo que representó durante diez años con gran éxito de crítica y público.
En 1991 regresó al cine para protagonizar Martes de Carnaval, junto a Fernando Guillén y Juan Diego. Antes de retirarse del espacio público, aún intervino en la serie de Antena 3 Hermanos de leche (1994-1995) y en la película Mar de luna (1995), protagonizada por su hermana Emma Penella.
En marzo de 2017 regresó por unas horas a la televisión, pues visitó a su hija Emma en Guadalix de la Sierra, ya que esta se encontraba concursando en la quinta edición de Gran Hermano VIP.
Falleció el 9 de octubre de 2024 a los 89 años.

## Teatro
- Enrique IV, (1958)

## Filmografía
- Elena, (1954)
- Once pares de botas, (1954)
- El mensaje, (1955)
- Marta, (1955)
- La vida en un bloc, (1956)
- Adiós, juventud, (1956)
- El batallón de las sombras, (1957)
- Faustina, (1957)
- Las últimas banderas, (1957)
- El aprendiz de malo, (1958)
- El puente de la paz, (1958)
- Ana dice sí, (1958)
- Las dos y media y... veneno, (1959)
- El casco blanco, (1959)
- Llegaron los franceses, (1959)
- El hombre de los toros, (1960)
- Mara, (1961)
- El amor empieza en sábado, (1961)
- Salto mortal, (1962)
- Su alteza la niña, (1962)
- Alegre juventud, (1963)
- La cuarta ventana, (1963)
- La tela de araña, (1963)
- Suspendido en sinvergüenza, (1963) [nota 1]
- Eva 63, (1963)
- Alerte a Gibraltar, (1964)
- Combate de gigantes, (1964)
- La hora incógnita, (1964) [nota 2]
- Dos toreros de aúpa, (1964)
- Misión en el estrecho, (1964)
- Erik, el vikingo, (1965)
- Dos mafiosos contra Goldezenger, (1965)
- El proscrito del río Colorado, (1965)
- El escuadrón de la muerte, (1966)
- 7 dólares al rojo, (1966)
- Adiós, Texas, (1966)
- Hoy como ayer, (1966)
- Demasiadas mujeres para Layton, (1966)
- El regreso de los siete magníficos, (1966)
- La isla de la muerte, (1967)
- El cobra, (1967)
- El vengador del sur, (1969)
- 99 mujeres, (1969)
- La ciudad sin hombres, (1969)
- Estudio amueblado 2 P, (1969)
- La araucana, (1971)
- Capitán Apache, (1971)
- El muerto hace las maletas, (1972)
- El chulo, (1974)
- Ambiciosa, (1976)
- Fulanita y sus menganos, (1976)
- El francotirador, (1978)
- Carne apaleada, (1978)
- El último guateque, (1978)
- Un aventurero de vía estrecha, (1978)
- Polvos mágicos, (1979)
- Das Luftschiff (1983)
- Martes de Carnaval, (1991)
- Mar de Luna, (1994)

## Actuaciones en televisión
- Gran teatro
  - La bella del bosque (18 de febrero de 1962)
  - Un marido ideal (1962)
- Cuarto de estar
- Tragedias de la vida vulgar
  - Rosario, La Españolita (3 de noviembre de 1964)
  - La voz de la sangre (10 de noviembre de 1964)
  - Historia del tranvía (17 de noviembre de 1964)
  - Episodio (24 de noviembre de 1964)
  - Episodio (1 de diciembre de 1964)
  - Episodio (15 de diciembre de 1964)
  - Episodio (22 de diciembre de 1964)
  - Episodio (28 de diciembre de 1964)
  - Episodio (4 de enero de 1965)
  - La lámpara maravillosa (19 de enero de 1965)
- Teatro de humor
  - Los ladrones somos gente honrada (11 de abril de 1965)
- Historia de la frivolidad (película de televisión, mediometraje), (1966)
- Novela
  - Año viejo, nueva esperanza (26 de febrero de 1966)
  - El bosque encantado (19 de junio de 1967)
  - El viaje de Pedro el Afortunado, capítulo 4 (6 de diciembre de 1972)
- La familia Colón
  - A Elena le sienta bien el luto (17 de marzo de 1967)
- El irreal Madrid (Película de televisión, mediometraje), (1969)
- Estudio 1
  - El burgués gentilhombre (25 de diciembre de 1970)
  - El santo de la Isidra (14 de mayo de 1971)
  - Tengo un millón (15 de octubre de 1971)
  - La malcasada (25 de mayo de 1973)
- A través de la niebla
  - Los ojos de Sir Newman (22 de noviembre de 1971)
- Ficciones
  - Viaje a otros mundos (5 de octubre de 1972)
- IOB Spezialauftrag [nota 3]
  - Der zweite Mann (27 de abril de 1981)
- Verano azul [nota 4]
  - El encuentro (11 de octubre de 1981)
  - No matéis mi planeta, por favor (18 de octubre de 1981)
  - A lo mejor (25 de octubre de 1981)
  - Beatriz, mon amour (1 de noviembre de 1981)
  - El visitante (15 de noviembre de 1981)
  - Pancho Panza (22 de noviembre de 1981)
  - Eva (6 de diciembre de 1981)
  - Las botellas (20 de diciembre de 1981)
  - El ídolo (10 de enero de 1982)
  - El guateque de papá (17 de enero de 1982)
  - Algo se muere en el alma (7 de febrero de 1982)
  - El final del verano (14 de febrero de 1982)
- Sangre azul
  - Wo der Teufel wacht (12 de marzo de 1990)
- Habitación 503
  - Todos al circo (26 de enero de 1994)
- Hermanos de leche
  - Tú y yo (10 de abril de 1994)
  - Feliz cumpleaños (17 de abril de 1994)
  - Un embarazo de altura (1 de mayo de 1994)
  - La transfusión (29 de mayo de 1994)
  - El ascensor (5 de junio de 1994)
  - Encontrarse a sí mismo (12 de junio de 1994)
  - Encuentros en la quinta fase (3 de julio de 1994)
  - Cuando todos se van (25 de septiembre de 1994)
  - Sueños y confesiones (23 de octubre de 1994)
  - Cuando los hijos empiezan a venir (4 de diciembre de 1994)
  - La vida sigue... casi igual (25 de diciembre de 1994)
  - Cambios de identidad (29 de enero de 1995)
  - Trampas y estratagemas (5 de febrero de 1995)
  - Chus-mi (5 de marzo de 1995)
  - La huelga (2 de abril de 1995)
  - Gran bola de nieve (12 de noviembre de 1995)
  - Una de risa (10 de diciembre de 1995)
- Muchachada nui
  - Temporada 3, episodio 3 (4 de marzo de 2009)

## Premios
Medallas del Círculo de Escritores Cinematográficos
| Año  | Categoría               | Película             | Resultado |
| ---- | ----------------------- | -------------------- | --------- |
| 1954 | Mejor actriz secundaria | Las últimas banderas | Ganadora  |

Semana de Cine Religioso de Valladolid
| Año  | Categoría    | Película           | Resultado |
| ---- | ------------ | ------------------ | --------- |
| 1956 | Mejor actriz | La vida en un bloc | Ganadora  |

- 1975, Premio del Sindicato Nacional del Espectáculo por Ambiciosa.
- 2017, Almería Western Film Festival. Premio especial homenaje de la Asociación de Festivales Audiovisuales de Andalucía.

## Ancestros
|  |                               |  |  |  |  |  |  |  |  |  |  |  |  |  |  |  |
|  | 4. Ricardo Ruiz Hernández     |  |  |  |  |  |  |  |  |  |  |  |  |  |  |  |
|  |                               |  |  |  |  |  |  |  |  |  |  |  |  |  |  |  |
|  |                               |  |  |  |  |  |  |  |  |  |  |  |  |  |  |  |
|  | 2. Ramón Ruiz Alonso          |  |  |  |  |  |  |  |  |  |  |  |  |  |  |  |
|  |                               |  |  |  |  |  |  |  |  |  |  |  |  |  |  |  |
|  |                               |  |  |  |  |  |  |  |  |  |  |  |  |  |  |  |
|  | 5. Francisca Alonso Fraile    |  |  |  |  |  |  |  |  |  |  |  |  |  |  |  |
|  |                               |  |  |  |  |  |  |  |  |  |  |  |  |  |  |  |
|  |                               |  |  |  |  |  |  |  |  |  |  |  |  |  |  |  |
|  | 1. Elisa Rosario Ruiz Penella |  |  |  |  |  |  |  |  |  |  |  |  |  |  |  |
|  |                               |  |  |  |  |  |  |  |  |  |  |  |  |  |  |  |
|  |                               |  |  |  |  |  |  |  |  |  |  |  |  |  |  |  |
|  | 12. Manuel Penella Raga       |  |  |  |  |  |  |  |  |  |  |  |  |  |  |  |
|  |                               |  |  |  |  |  |  |  |  |  |  |  |  |  |  |  |
|  |                               |  |  |  |  |  |  |  |  |  |  |  |  |  |  |  |
|  | 6. Manuel Penella Moreno      |  |  |  |  |  |  |  |  |  |  |  |  |  |  |  |
|  |                               |  |  |  |  |  |  |  |  |  |  |  |  |  |  |  |
|  |                               |  |  |  |  |  |  |  |  |  |  |  |  |  |  |  |
|  | 3. Magdalena Penella Silva    |  |  |  |  |  |  |  |  |  |  |  |  |  |  |  |
|  |                               |  |  |  |  |  |  |  |  |  |  |  |  |  |  |  |
|  |                               |  |  |  |  |  |  |  |  |  |  |  |  |  |  |  |
|  | 7. Emma Silva Pávez           |  |  |  |  |  |  |  |  |  |  |  |  |  |  |  |
|  |                               |  |  |  |  |  |  |  |  |  |  |  |  |  |  |  |
|  |                               |  |  |  |  |  |  |  |  |  |  |  |  |  |  |  |